# Arboform
Arboform (efter latin arbor = "træ") er en bioplast, der hovedsageligt er fremstillet af trædelene lignin og cellulose. Arboform kaldes også "flydende træ". Lignin er et restprodukt fra papirproduktionen.
Det tyske firma TECNARO GmbH har startet en produktion af arboform. Ligninet blandes med naturfibre fra træ, hamp eller hør og naturlige tilsætningsstoffer som voks. Materialet kan sprøjteformes og anvendes til næsten alle de samme formål som traditionelle plasttyper.
Arboform kan også anvendes til legetøj, da der er lavet en variant som er svovlfattig og modstandsdygtig overfor vand og spyt.